# Aenigmatinea glatzella
Aenigmatinea glatzella (лат.) — архаичный вид молевидных бабочек, единственный в составе монотипических рода Aenigmatinea и семейства Aenigmatineidae. Живое ископаемое, которое представляет собой одну из базальных ветвей отряда чешуекрылые. Это первое открытие нового семейства современных бабочек с 1970-х годов. Имеет статус вымирающего вида МСОП.

## Распространение
Встречаются только на острове Кенгуру в штате Южная Австралия (Австралия).

## Строение

### Имаго
Размах крыльев — менее 1 см (длина переднего крыла — около 4 мм). Основная окраска тела оранжево-коричневая и серовато-коричневая. Крылья переливаются пурпурным и золотистым блеском чешуек и оканчиваются перистой бахромой. Задние крылья серовато-коричневатые с небольшим золотым отблеском. Соотношение длины и ширины передних крыльев — ≈2,8.
Голова блестящая («лысая»), у самцов чёрная, у самок оранжево-жёлтая. Волосковидные чешуйки головы светлые желтовато-коричневые (в задней части чёрные). Членики жгутика усика (флагелломеры) почти цилиндрические, со спинной стороны покрыты чешуйками, у самцов со слегка поднятой проксимальной зоной, несущей пучок длинных базально S-изогнутых сенсилл. Чешуйки усиков чёрные, чешуйки на скапусе длинные волосковидные, на жгутике пластинчатые. Внешние ротовые органы редуцированы, верхняя губа мелкая, нефункционирующие маленькие мандибулы в виде двух лопастей. Нижнегубные щупики отсутствуют.
Омматидии фасеточных глаз частично отделены узкими полосками окрашенной кутикулы, их поверхность гладкая. Кутикула оцеллий формируется утолщенными линзами — состояние, характерное для продвинутых представителей отряда Lepidoptera и уникальное среди немногих «равножилковых (homoneurous)» молей (то есть бабочек с примерно одинаковым жилкованием передних и задних крыльев), у которых сохраняются оцеллии.

### Гусеницы
Все сегменты тела гусениц почти лишены склеротизации и пигментации; ноги, ложноножки и нижнегубные щупики отсутствуют. Микроскопического размера усики ограничены с боков хорошо развитыми полосками головной кутикулы.

## Образ жизни
Взрослые бабочки ведут дневной образ жизни, по-видимому, короткоживущие и не питаются. Их наблюдали только в сентябре и октябре. Гусеницы питаются хвойными растениями рода каллитрис (Callitris из семейства кипарисовые). Это растение считается реликтовым представителем древней флоры Гондваны. Предположительно, развитие происходит более чем за один сезон, так как мелкие и крупные гусеницы наблюдались в одно и то же время.

## Систематика
Вид был впервые описан в 2015 году датским лепидоптерологом профессором Нильсом Кристенсеном (Niels P. Kristensen, 1943—2014; Natural History Museum of Denmark (Zoology), University of Copenhagen, Копенгаген, Дания) совместно с австралийским энтомологом Тедом Эдвардсом (Ted Edwards; Australian National Insect Collection, CSIRO, Канберра, Австралия) и другими коллегами.
Исследование нового вида и внешних групп с помощью молекулярного анализа позволило уточнить родственные отношения бабочек из основания филогенетического древа всего отряда чешуекрылых насекомых (Lepidoptera). Aenigmatinea glatzella рассматривается в качестве сестринской группы к семейству Neopseustidae (ранее выделяемого в отдельный инфраотряд Neopseustina), а клада из семейств Acanthopteroctetidae (ранее выделяемого в отдельный инфраотряд Acanthoctesia или в составе Dacnonypha) и Neopseustidae — в качестве сестринской ко всем Heteroneura, то есть большинству всех бабочек. Все вместе с беззубыми молями (Eriocraniidae), Lophocoronidae и Exoporia они образуют подотряд хоботковые чешуекрылые (Glossata).
Кладограмма взаимоотношений некоторых базальных групп отряда чешуекрылые и основной массы видов современных Heteroneura (в скобках указано число современных видов):
```
         |--- 
Lophocoronidae
 (6 видов) и Exoporia (636 видов) 
G        |
l        |    |--- 
Моли беззубые
 (Eriocraniidae; 29 видов)
o------- |    |
s        |----|       |--- 
Acanthopteroctetidae
 (5 видов)
s             |   |---|
a             |---|   |
t                 |   |   |------- 
Aenigmatineidae
 (1 вид)
a                 |   |---|
                  |       |---- 
Neopseustidae
 (14 видов)
                  |
                  |--- 
Heteroneura
 (более 156 тыс. видов)
```

## Этимология
Родовое название Aenigmatinea составлено из двух слов Aenigma+Tinea («загадочная моль»). Видовое название A. glatzella дано в честь Ричарда Глатца (R. V. Glatz), первооткрывателя типовой серии, по признаку редуцирования числа головных чешуек и немецкого слова Glatze (лысая голова).

## Охранный статус
Международный союз охраны природы присвоил Aenigmatinea glatzella статус вымирающего вида (CR). Он включен в список находящихся под критической угрозой исчезновения на том основании, что площадь его обитания составляет всего 61 км², вид встречается в одном месте, где существует угроза пожара, и представляет собой сильно фрагментированную популяцию. Пожар считается периодической угрозой, которая может привести к постоянному снижению площади и качества среды обитания, а крупный пожар может уничтожить всю популяцию.